# 弗洛爾德盧托山
10°26′16″S 76°45′49″W / 10.437842°S 76.763716°W
弗洛爾德盧托山（Flor de Luto），是秘魯的山峰，位於該國中部瓦努科大區，由勞里科查省負責管轄，屬於勞拉山脈的一部分，該山峰海拔高度5,529米。